# Tras Honan
 (décembre 2018).
Si vous disposez d'ouvrages ou d'articles de référence ou si vous connaissez des sites web de qualité traitant du thème abordé ici, merci de compléter l'article en donnant les références utiles à sa vérifiabilité et en les liant à la section « Notes et références ».
Pour les articles homonymes, voir Honan.
Tras Honan, née Tras Barlow le 4 janvier 1930 à Dublin et morte le 25 novembre 2023,, est une personnalité politique irlandaise, membre du Parti républicain. Elle est sénatrice pendant 15 ans. Elle est élue présidente du Sénat irlandais à deux reprises, devenant ainsi la première et la seule femme élue à ce poste.

## Biographie
Tras Barlow est née à Dublin le 4 janvier 1930. Elle étudie au couvent Saint-Leo de Carlow et au couvent Mercy de Clonmel. Tras Barlow exerce d’abord une activité de femme d’affaires, avant d’entrer dans la vie politique. Elle est membre du Parti républicain ((ga)Fianna Fáil).
En 1977, elle est élue au Sénat d’Irlande ((ga) 14e Seanad Éireann) par le panel de l'administration et y siège durant 15 ans, jusqu'à sa défaite aux élections de 1993 au 20e Seanad. En 1982, dans le 16e Seanad, de courte durée, elle est élue au poste de présidente du Sénat ((ga)Cathaoirleach), la première femme à occuper ce poste. En 1983, lors du 17e Seanad, elle est élue au poste de vice-présidente ((ga)Leas-Cathaoirleach) et en 1987 (au 18e Seanad), elle est réélue au poste de présidente du Sénat.
Elle est la veuve de Dermot Honan, sénateur de 1965 à 1975 ; son beau-père T. V. Honan a également été sénateur de 1934 à 1954. Elle a également une sœur : Carrie Acheson, ancienne députée ((ga)Teachta Dála).